# Walnut Creek (Ohio)
Walnut Creek é um lugar designado pelo censo localizado no condado de Holmes no estado estadounidense de Ohio. No Censo de 2010 tinha uma população de 878 habitantes e uma densidade populacional de 152,36 pessoas por km².

## Geografia
Walnut Creek encontra-se localizado nas coordenadas 40° 32′ 47″ N, 81° 43′ 46″ O. Segundo o Departamento do Censo dos Estados Unidos, Walnut Creek tem uma superfície total de 5.76 km², da qual 5.76 km² correspondem a terra firme e (0.09%) 0.01 km² é água.

## Demografia
Segundo o censo de 2010, tinha 878 pessoas residindo em Walnut Creek. A densidade populacional era de 152,36 hab./km². Dos 878 habitantes, Walnut Creek estava composto pelo 99.2% brancos, 0.11% eram afroamericanos, 0% eram amerindios, 0.11% eram asiáticos, 0% eram insulares do Pacífico, 0.11% eram de outras raças e 0.46% pertenciam a duas ou mais raças. Do total da população 0.23% eram hispanos ou latinos de qualquer raça.